# Касмамытов, Дастан
Дастан (Даник) Касмамытов (кирг. Дастан Касмамытов; род. 1991, Бишкек) — киргизский ЛГБТ-активист. Известен выступлением на пресс-конференции Human Rights Watch, в ходе которого он рассказал о том, как милиционеры вымогали у него деньги, угрожая сделать аутинг Касмамытова и его партнёра. На следующий день после конференции верховный муфтий Кыргызстана выпустил фетву, призывавшую к убийству геев.

## Биография
Родился в 1991 году в Бишкеке, Кыргызстан. Обучался в Американском университете в Центральной Азии (Бишкек, 2008—2015), магистратуре Столичного университета Осло (2015—2017), Свободном университете Берлина (2017—2021) и Колледже Пирса (Вашингтон). По профессии — программист.
По своим словам, осознал собственную гомосексуальность в 16 лет, в 18 лет рассказал о ней друзьям, в 20 лет — родителям. По предложению родителей проходил «репаративную терапию». В 2013 году его и пятерых других ЛГБТ-активистов избили в ресторане в городе Ош.
Мне действительно страшно здесь сидеть, мне страшно за своих родителей, которые, возможно, будут испытывать агрессию со стороны наших же родственников или их друзей. Но почему я здесь? Почему я вынужден говорить? И я, и многие из нас по горло сыты тем насилием, которое происходит ежедневно… Мы испытываем насилие дома — нас выгоняют. И на учебе. И на работе. На улице, — везде. Это постоянные издевательства, унижения, избиения, сексуальное насилие. И мы не можем обратиться в милицию, потому что нам отказывают в написании заявления. А в некоторых случаях еще и дополнительно насилуют. Получается, нет никакого способа получить доступ к справедливости
29 января 2014 года выступил на пресс-конференции в Бишкеке, организованной международной правозащитной организацией Human Rights Watch и посвящённой систематическому насилию милиции Кыргызстана в отношении ЛГБТ. Он совершил каминг-аут и рассказал о том, как милиционеры вымогали у него деньги, угрожая сделать аутинг Касмамытова и его партнёра.
Выступление Касмамытова вызвало скандал. На следующий день верховный муфтий Кыргызстана Максатбек Токтомушев выпустил фетву, в которой призывал к убийству «народа Лута» (то есть гомосексуалов). Вскоре фетва была удалена, поскольку светские власти Кыргызстана расценили её как призыв к самосуду.
Касмамытов получил как минимум 30 угроз смерти. Выступал на киргизском языке на национальном телевидении, рассказывая о своей гомосексуальности.
Спустя два года после пресс-конференции уехал в Норвегию из соображений безопасности. После этого жил в Берлине по рабочей визе, работал разработчиком и консультантом в IT-компаниях.
Являлся членом совета киргизских ЛГБТ-организаций «Кыргыз Индиго» и «Лабрис» и Бишкекской феминистской инициативы. Входил в руководящие комитеты Глобального форума по проблемам МСМ и ВИЧ и Евразийской коалиции по здоровью, правам, гендерному и сексуальному многообразию. Занимался переводом документов для ООН и ОБСЕ от киргизских правозащитников.
Увлекается альпинизмом, в том числе основал проект «Розовые вершины», участники которого восходят на Семь вершин и устанавливают там радужные флаги. В 2022 году установил на пике Владимира Путина радужный флаг и флаг Украины в знак протеста против гомофобной политики российского государства и вторжения России в Украину.

## Отзывы
Издание «Republic» пишет, что «Касмамытов — наверное, самый известный на Западе квир-человек из Кыргызстана» и «лицо „радужного“ сообщества страны».